# Phylica fourcadei
Phylica fourcadei är en brakvedsväxtart som beskrevs av Neville Stuart Pillans. Phylica fourcadei ingår i släktet Phylica och familjen brakvedsväxter. Inga underarter finns listade i Catalogue of Life.